# تالامون
تالامون (به ایتالیایی: Talamone) یک منطقهٔ مسکونی در ایتالیا است که در اوربتلو واقع شده‌است. تالامون ۲۸۰ نفر جمعیت دارد و ۳۲ متر بالاتر از سطح دریا واقع شده‌است.

## خواهرخوانده
شهر Contrada Capitana dell'Onda خواهرخواندهٔ تالامون هست.